# Mirabilia

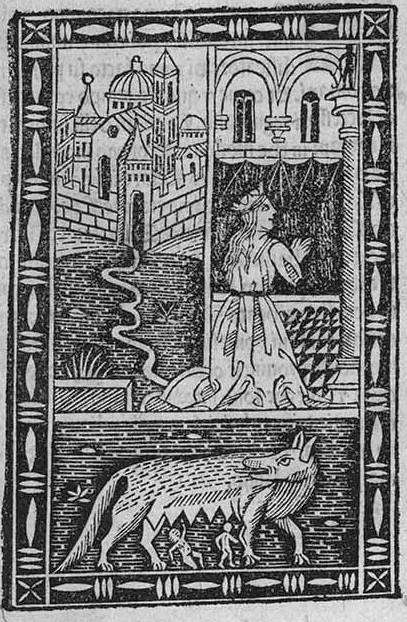
Illustrazione tratta da un Mirabilia urbis Romae del 1499

Mirabilia (in italiano: "meraviglie", dal latino mirabilis, "meraviglia") è un genere della letteratura latina medievale facente parte della letteratura periegetica e di viaggio. I mirabilia erano l'equivalente delle moderne guide di viaggio, a beneficio di pellegrini e viaggiatori nel loro percorso.
Il termine compare nel titolo delle opere, accompagnato dal genitivo della città a cui si riferiscono.

## Letteratura medievale
Lo sviluppo dei mirabilia è un fenomeno che appartiene soprattutto al movimento culturale del XII secolo, con una copiosa produzione di manoscritti che ebbero grande fortuna nei secoli, con un successo che si accrebbe con le prime edizioni a stampa, perpetuandosi fino al Barocco. È infatti dal XV secolo che inizia la stampa di questi ricercati libretti che rimangono tra i più antichi incunaboli pubblicati dai tipografi tedeschi a Roma e mantengono il titolo originale nonostante progressivi ammodernamenti.
Il successo dei mirabilia è testimoniato anche dalle numerose traduzioni nelle lingue volgari di varie nazioni.

### Mirabilia Urbis Romae
Un caso di particolare successo furono i mirabilia dedicati alla descrizione delle meraviglie architettoniche di Roma (Mirabilia Romae, Mirabilia Urbis, Mirabilia Urbis Romae), utili guide per viandanti e viaggiatori che si recavano in pellegrinaggio nel centro della Cristianità.
I contenuti erronei e le ricostruzioni fantastiche che si tramandano in queste opere testimoniano come nel Medioevo si fosse rotto il filo della tradizione e della memoria collettiva sulla storia e sui nomi dei luoghi e dei monumenti dell'Urbe. Prima che la ricerca topografica provasse a riannodare il legame col passato della città, il filone dei Mirabilia Urbis continuò a influenzare la descrizione topografica e architettonica della città fino al Quattrocento: dipendono dai contenuti dei mirabilia, e sono a essi accostabili, opere come la  Descriptio Urbis Romae eiusque excellentiae di Nicolò Signorili (forse scritta intorno al 1430) e alcune descrizioni di viaggi verso Roma redatte da pellegrini (John Capgrave, Ye solace of pilgrimes, a description of Rome, circa 1450; Niklas Muffel di Norimberga, Beschreibung der Stadt Rom, 1452). Tuttavia, le descrizioni dei mirabilia sono una fonte preziosa per storici, topografi e archeologi, per la conoscenza della forma urbis, e dello stato dei luoghi e dei monumenti all'epoca della composizione di queste opere.